# Jean-Luc Rabanel
Jean-Luc Rabanel, né le 14 janvier 1964 à Villeneuve-sur-Lot, est un chef cuisinier d'origine gasconne ; il est maître cuisinier depuis 1995, et locataire du restaurant l’Atelier à Arles depuis 2006.
Il obtient une première étoile au Guide Michelin en 1999 pour le restaurant qu'il a ouvert à Tonneins en 1995. L’Atelier reçoit un macaron Michelin au printemps 2007. La même année, Jean-Luc Rabanel avait été désigné « l’extra créateur de l’année » par le guide Omnivore. Il a été nommé « Chef de l’année 2008 » par le Guide Gault et Millau. La même année, il a ouvert le bistrot À Côté, toujours à Arles.
En 2009, il a reçu sa deuxième étoile au Guide Michelin, pour son restaurant L'Atelier, et a été élevé au grade de Chevalier des Arts et des Lettres en octobre 2009.
En 2012, L'Atelier a obtenu 5 toques et une note de 19/20 dans le Guide Gault et Millau, ce qui le classe parmi les 16 tables les plus prestigieuses de France.

## Concept
Jean-Luc Rabanel développe dans son restaurant un concept de « cuisine émotion ». 

« Le plaisir est un préalable, indispensable mais il n’est pas suffisant. Nous souhaitons aller au-delà et provoquer chez chacun une série de chocs et de surprises aussi intenses qu’éphémères. Chaque plat doit être une émotion. De l’énoncé de son nom à sa dernière bouchée, il doit plonger le dégustateur dans le registre de la découverte. Cette découverte nous voulons la renouveler plus de quinze fois par repas. Nous voulons lire sur les visages l’effet de nos productions : la joie, la surprise, l’étonnement, l’enthousiasme, l’amusement, la jubilation, voire la perplexité. »

## Le Bio
Jean-Luc Rabanel a été le premier chef étoilé bio ; il utilise des légumes dans plus de 80 % des mets.
L'Atelier dispose de son propre jardin potager bio en Camargue.